# کانرد وارنر
کانرد وارنر (به انگلیسی: Conrad Warner) بازیکن فوتبال زادهٔ ۱۴ آوریل ۱۸۵۰ اهل کشور انگلستان بود که سابقهٔ بازی در تیم ملی فوتبال انگلستان را در کارنامهٔ خود دارد. وی در تاریخ ۲ مارس ۱۸۷۸ تنها بازی ملی خود را در مقابل تیم ملی فوتبال اسکاتلند انجام داد.